# Rhyacophila unipunctata
Rhyacophila unipunctata är en nattsländeart som beskrevs av Schmid 1970. Rhyacophila unipunctata ingår i släktet Rhyacophila och familjen rovnattsländor. Inga underarter finns listade i Catalogue of Life.